# Fellopterina
La fellopterina è una sostanza organica naturale appartenente alla famiglia delle furanocumarine, presente in particolare nella buccia di agrumi quali il bergamotto il limone e il lime.